# James Skivring Smith

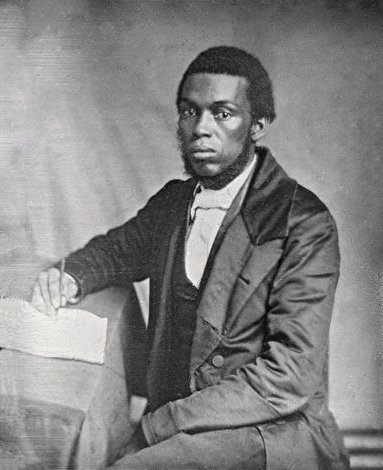
James Skivring Smith

James Skivring Smith (* um 1825 in Charleston, South Carolina; † nach 1884) war ein amerikanisch-liberianischer Arzt und Politiker. Er war vom 4. November 1871 bis zum 1. Januar 1872 der sechste Staatspräsident von Liberia.
James S. Smith war acht Jahre alt, als er 1833 in Liberia eintraf. Innerhalb eines Jahres nach ihrer Ankunft starben seine Eltern am so genannten „Afrikanischen Fieber“ (höchstwahrscheinlich Malaria). Er studierte Medizin bei James W. Lugenbeel, einem weißen Arzt im Dienste der American Colonization Society. Nach seiner medizinischen Ausbildung in den Vereinigten Staaten kehrte Smith nach Liberia zurück und diente als Arzt für die American Colonization Society.
Smith wurde 1855 für die Region (County) Grand Bassa in den Liberianischen Senat gewählt und wurde später Außenminister. Seit Mai 1869 war Smith Vize-Präsident unter Präsident Edward J. Roye, bis dieser im Oktober 1871 gestürzt wurde. Bis zur Wahl von Joseph Jenkins Roberts am 1. Januar 1872 war er Präsident von Liberia.
Von 1874 bis 1884 war er Superintendent der Region Grand Bassa.